# Tchériba
Tchériba è un dipartimento del Burkina Faso classificato come comune, situato nella Provincia  di Mouhoun, facente parte della Regione di Boucle du Mouhoun.
Il dipartimento si compone del capoluogo e di altri 27 villaggi: Bankorosso, Banouba, Bekeyou, Beneyou, Bissanderou, Da, Didie, Djissasso, Douroukou, Etouayou, Gamadougou, Kana, Kari, Labien, Lan, Nerekorosso, Oualou, Oualoubié, Oula, Ouezala, Sao, Sirakélé, Tierkou, Tikan, Tissé, Youlou e Zehuy.